# Palipi (Silima Pungga-Pungga)
Palipi is een bestuurslaag in het regentschap Dairi van de provincie Noord-Sumatra, Indonesië. Palipi telt 793 inwoners (volkstelling 2010).